# Carlos Martins Pereira
Carlos Martins Pereira (* 1937 in Lissabon, Portugal; † 13. Februar 2013 in Miraflores bei Lissabon) war ein portugiesischer Maler, Schriftsteller, Illustrator und Übersetzer.

## Leben und Wirken
In Lissabon studierte er an der dortigen Universität Rechtswissenschaften und Philosophie, bevor er seit 1975 in der Werbebranche regelmäßig tätig war.
Als Maler war er aber bereits seit 1960 bekannt und hatte zwischen 1960 und 1991 – nur mit Unterbrechung des Revolutionsjahres 1974 – regelmäßig Ausstellungen in ganz Portugal, so in Estoril, Vila Nova de Cerveira und Lissabon.
Sein Stil wurde vor allem als neofigurativ bezeichnet sowie von der Musik beeinflusst.
Einige Ausstellungen widmete er thematisch zwei seiner Vorbilder, dem chilenischen Politiker Salvador Allende und dem Maler Hieronymus Bosch.
Als Buchillustrator war er für andere Künstler tätig und als Übersetzer der Bücher von Isabel Allende ins Portugiesische.
Beigesetzt wurde er auf dem Cemeterio de Camarate.

## Werk (Literarisch)
- A musica traditional em Moçambique (Die traditionelle Musik aus Mosambik), Sachbuch, o. J.
- No caminho para o homem novo, (Auf dem Weg zum neuen Mann), Sachbuch, o. J.
- Sa-Nogueira, um pintor de raiz africana, 1978, (Sa-Nogueira, ein Maler afrikanischer Herkunft), Sachbuch.
- Terra Vermelha, (Grünes Land), (Sachbuch über den Kolonialkrieg in Angola),1978.